# Agrochola meridionalis
Agrochola meridionalis is een vlinder uit de familie uilen (Noctuidae). De wetenschappelijke naam is voor het eerst geldig gepubliceerd in 1871 door Staudinger.
De soort komt voor in Europa.